# Amazoneregenwoud

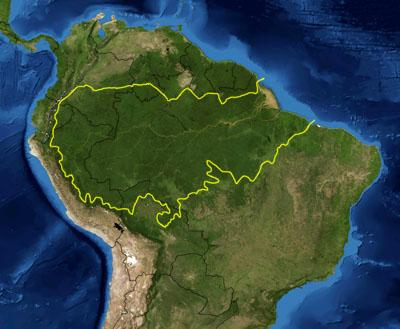
De locatie van het Amazoneregenwoud (geel)

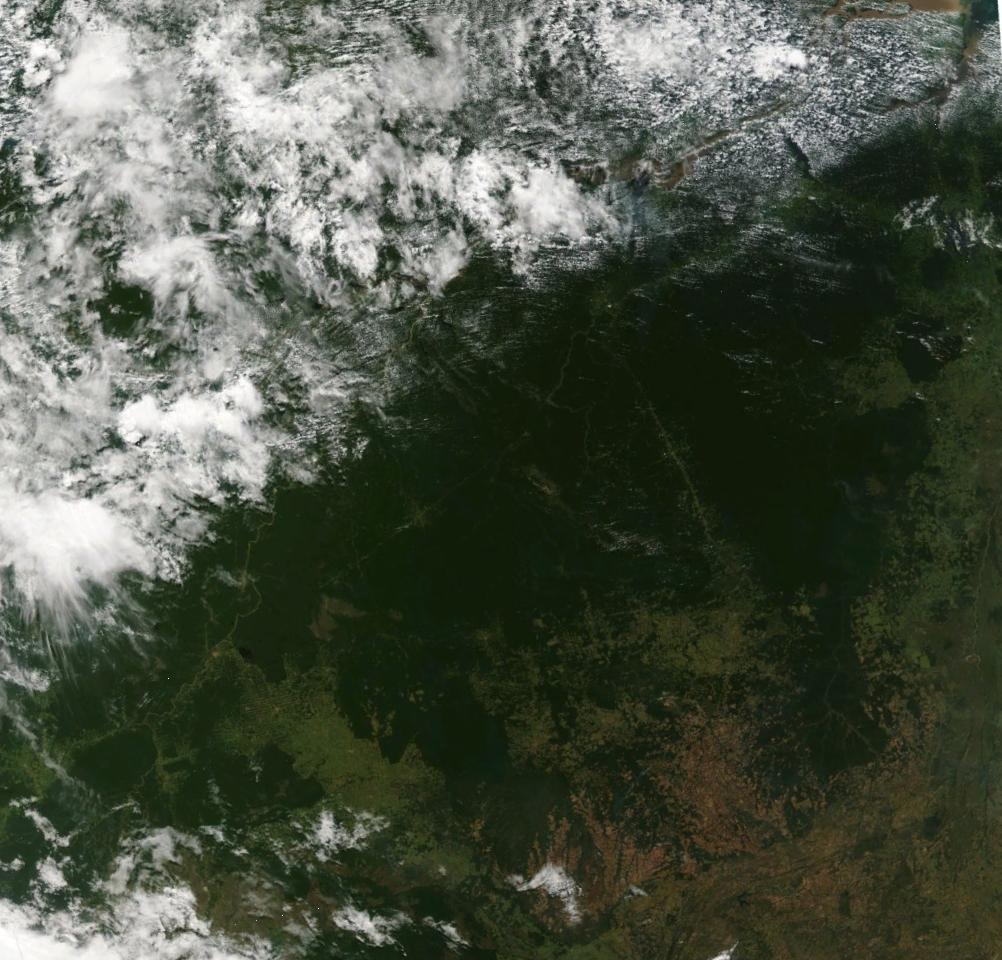
Het Amazoneregenwoud op 13 juni 2005

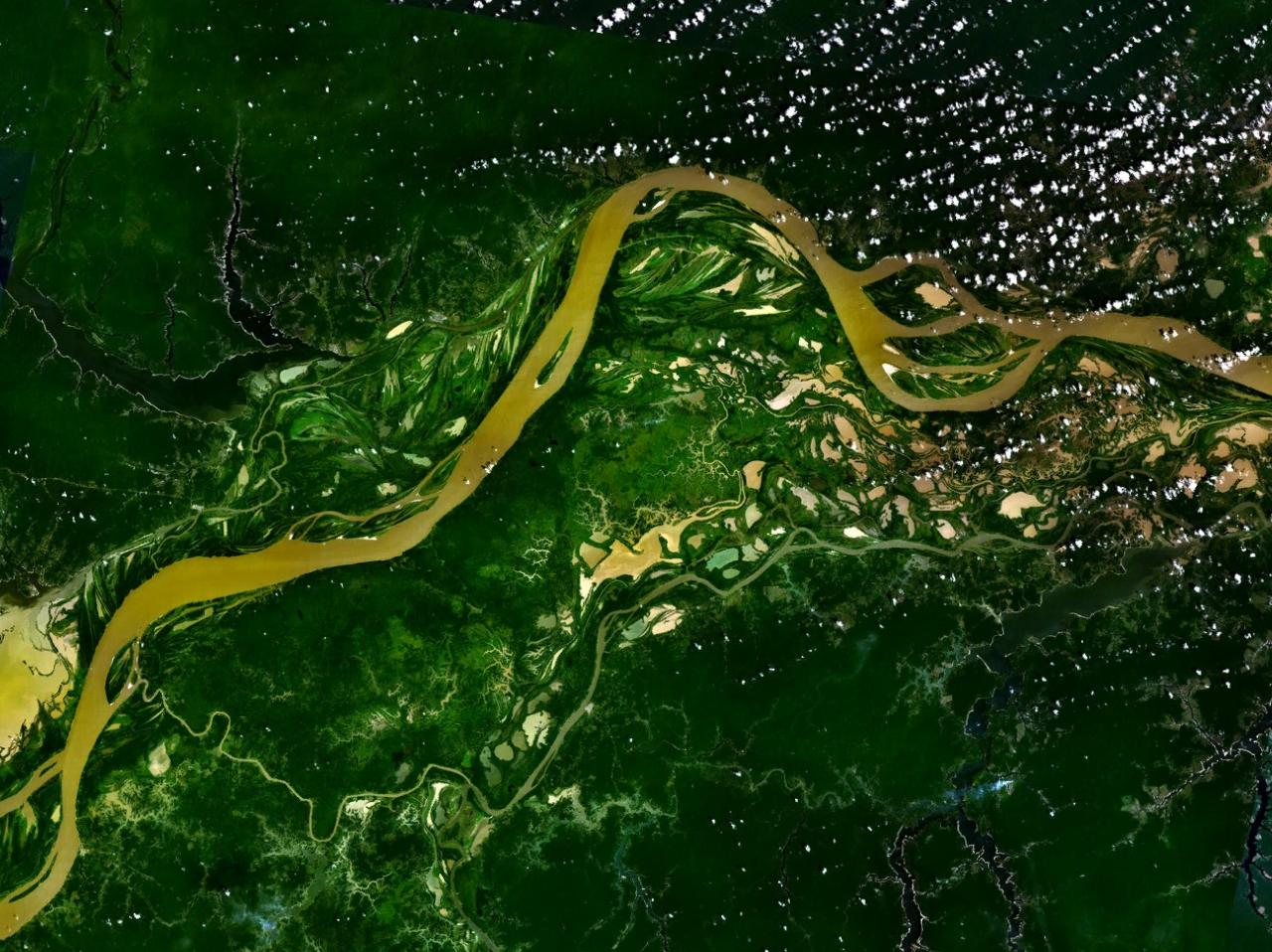
De rivier de Amazone baant zich een weg door het regenwoud

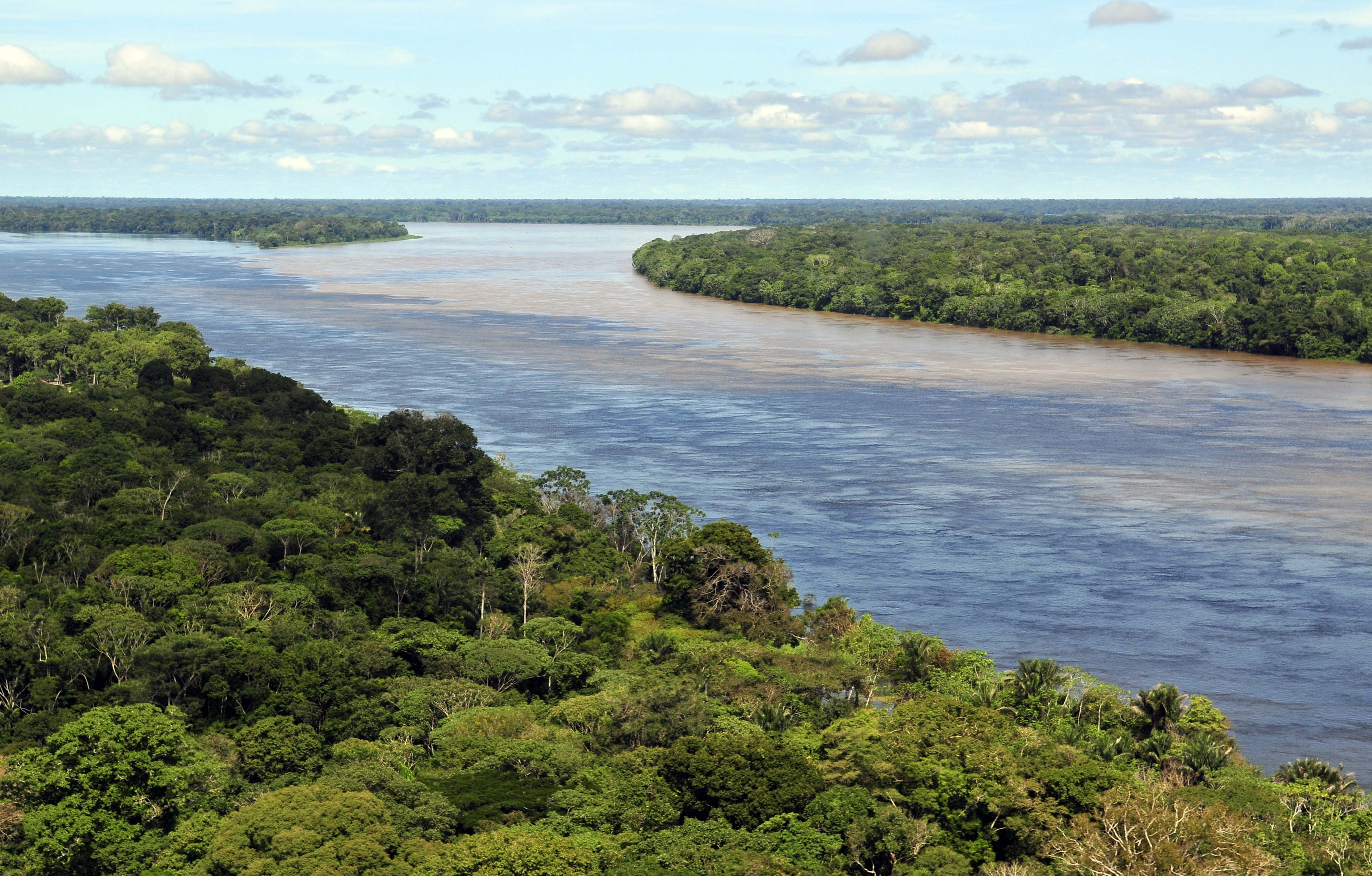
Het Amazoneregenwoud bij Manaus

Het Amazoneregenwoud, ook wel de Selva genoemd, is het grootste regenwoud op aarde. Het heeft een oppervlakte van 6,7 miljoen km² en is verspreid over negen landen: Brazilië (60%), Peru (13%), Colombia (9%), Venezuela (5%), Bolivia (5%), Guyana (3%), Suriname (2%), Ecuador (1,5%) en Frans-Guyana (1,5%).
Meer dan de helft van al het overgebleven regenwoud op aarde ligt in het Amazonegebied.

## Amazonebekken
Het regenwoud ligt in een bekken dat grotendeels door de rivier de Amazone en zijn 1100 zijrivieren wordt doorstroomd. Dit Amazonebekken werd gevormd tijdens het Paleozoïcum, tussen de 200 en 700 miljoen jaar geleden.

## Biodiversiteit
In het regenwoud leven ongeveer 100 miljoen insectensoorten, honderdduizenden plantensoorten, en bijna 2000 soorten vogels en zoogdieren. De diversiteit van plantsoorten is de hoogste ter wereld. Sommige deskundigen schatten dat één vierkante kilometer meer dan 75.000 type bomen en 150.000 soorten hogere planten kan bevatten. Eén vierkante kilometer Amazoneregenwoud kan ongeveer 75.000 ton levende planten herbergen.
Eén op de vijf van alle vogels in de wereld leeft in de regenwouden van de Amazone. Maar er moeten nog een hoop soorten worden geregistreerd, ontdekt of gecatalogiseerd.

### Domesticatie van gewassen
Naast de terra preta die er voorkomt om de armere grond te verrijken en in een ver verleden moet zijn aangemaakt, bestaat er de domesticatie van boomsoorten. De bossen van de Amazone waren niet geheel het werk van de natuur alleen, er was menselijke invloed. Er is een patroon waargenomen van onverwachte dominantie en dichtheid van een kleine groep van plantensoorten, schrijft Anna Curtenius Roosevelt, professor antropologie van de Universiteit van Illinois te Chicago.
Er wordt geschat dat er 16000 boomsoorten (woody tree species) in de Amazone zijn. Daarvan 'hyperdomineren' er 227 ('oligarchen', overheerst door weinigen), dat is 1,4 % van het totaal, maar bijna de helft van alle bomen. In 2017 deed Carolina Levis (milieuwetenschapper) van de Wageningen Universiteit er met een groot internationaal team van ecologen en archeologen studie naar. Er werd in Science verslag van gedaan.
- Gedomesticeerde soorten bleken vijf maal meer de kans te hebben tot de hyperdominante soorten te behoren.
- Waar clusters hyperdominanten werden gevonden, waren er bijna altijd archeologische sites in de buurt. De aanwezigheid van een cluster zou zelfs kunnen voorspellen dat er een archeologische site ergens in de buurt moet zijn. De locatie van veel archeologische sites is onbekend.
- De voorkeur in het verleden ging uit naar de hyperdominante soorten: Bertholletia excelsa (de Braziliaanse notenboom), Inga edulis (Ice-cream-bean, een fruitboom), Pourouma cecropiifolia (Amazon Grape, een fruitboom), Pouteria caimito (de abiu, een fruitboom) en Theobroma cacao (de cacao boom voor chocolade).[3]

Andere gewaardeerde soorten in oude tijden waren de açai palm en tucuma palm, de perzikpalm, de cupuaçu boom, de cashewboom en de rubberboom. Capsicum (Chilipepers, rode en groene paprika's etc.) werd voor het eerst in het Amazonegebied gedomesticeerd. Amazonia was een 'belangrijk centrum van domesticatie van gewassen'.
Een conclusie luidt:
'modern tree communities in Amazonia are structured to an important extent by a long history of plant domestication by Amazonian peoples (..) Domestication shapes Amazonian forests'. Al meer dan 8000 jaar geleden richtten de Amazone volken zich op bepaalde bomen die nuttig voor hen waren.
Volgens Charles R. Clement van Brazil's National Institute of Amazonian Research werden er vóór de Europese verovering 83 inheemse soorten 'in bepaalde mate' gedomesticeerd, waaronder manioc, zoete aardappel, cacao, tabak, ananas en hete pepers, alsmede talrijke fruitbomen en palmen en ten minste nog 55 geïmporteerde neotropische soorten die werden gecultiveerd. De ananas was in de tijd van de verovering wijdverspreid over de Amerika's en duidt op een zeer oude domesticatie. Van de 83 inheemse gewassen en 55 'exotische', 138 samen, classificeren Clement en zijn collega's er 52, waaronder de ananas, als volledig gedomesticeerd. Hiervan zijn er 14 (27%) fruit of notenbomen of woody vines. Eenenveertig gewassen zijn 'semi-gedomesticeerd', waarvan 35 (87%) fruit- of notenbomen of woody vines. Van de 45 'beginnend gedomesticeerden' is er slechts een fruit- of notenboom. 68% van deze gewassen in de Amazone zijn bomen of woody perennials (houtachtige vaste planten).
De vraag is wanneer er voor het eerst mensen aankwamen in het Amazonegebied en wanneer zij met het domesticeren van bomen begonnen.

## Schade aan het leefmilieu
Het Amazoneregenwoud wordt de laatste decennia ernstig beschadigd. Vooral ontbossing is een groot probleem. Uit de vernietiging van het bos zal verlies van biodiversiteit voortvloeien. Verder van belang is de hoeveelheid koolstof die in de bomen zit: het vrijkomen van deze koolstof zal het broeikaseffect versterken. Onderzoek uit 2021 wees uit dat het Amazonewoud, in plaats van een koolstofput, nu een koolstofbron is geworden, voornamelijk als gevolg van de bosbranden.

### Ontbossing
Meer dan 20% van het Amazoneregenwoud is reeds ontbost. Ook wordt er nog een groot deel bedreigd, met name vanwege (veelal illegale) houtkap en (aangestoken) bosbranden.Er zijn belangengroepen (ranchers, sojaboeren bv.) die illegaal land nemen, het bos rooien en in gebruik nemen voor eigen baat. Wie deze praktijken aan de kaak stelt en het op durft te nemen voor de rechten van eigenaren: inheemse stammen of kleine boeren werden en worden bedreigd of zelfs vermoord (b.v. Chico Mendes, Zuster Dorothy Stang e.v.a.). De rook van deze bosbranden houdt de neerslag tegen en verergert de droogte. De boswetgeving, die voorziet dat 80% van het woud behouden moet blijven in elke zone waar gronden van bestemming veranderen, wordt overtreden.
Vier grote Amerikaanse multinationals in de voedings- en landbouwsector, gefinancierd door internationale investeringsgroepen zoals BlackRock, zouden volgens de ngo Amazon Watch verantwoordelijk zijn voor het merendeel van de ontbossing: ADM, Bunge, Cargill en LDC.
De per 1 januari 2019 aangetreden president van Brazilië, Jair Bolsonaro, vindt dat tropisch regenwoud moet wijken voor de belangen van de boeren. Hij verzet zich tegen plannen om een groot oppervlak van de Amazone tot internationaal beschermd gebied te verklaren. Snel werden de effecten van zijn beleid duidelijk, het ministerie van Landbouw werd verantwoordelijk voor het beschermen en aanwijzen van inheemse gebieden terwijl dit ministerie zwaar onder invloed staat van de machtige lobby van de landbouwindustrie. De nieuwe minister van Milieuzaken, Ricardo Salles, is ook gelieerd aan deze landbouwlobby en hij is een groot voorstander van openstelling van het Amazonewoud voor exploitatie. De leefgebieden van de inheemse volken komt hiermee onder druk te staan.
Het Braziliaanse Nationaal Instituut voor Ruimteonderzoek (INPE) monitort sinds 1988 de ontbossing van de Amazone en brengt daar getallen over uit op basis van satellietbeelden en deze worden betrouwbaar geacht. De directeur van INPE en vermaard wetenschapper, Ricardo Galvão, werd begin augustus 2019 ontslagen. Galvão zou zich ‘voor het karretje van internationale niet-gouvernementele organisaties laten spannen’, aldus Bolsonaro, die de getallen als 'leugens' bestempelt. In 2019 werd het budget van toezichthouder IBAMA met 25% verminderd. In het voorjaar van 2020 zou de ontbossing nog aanzienlijk versneld zijn, mede als gevolg van gebrekkig toezicht tijdens de coronapandemie.
In de onderstaande tabel staat het verloop van de ontbossing in Brazilië sinds 1988. In 1995 werd een recordoppervlak aan bos vernietigd sinds deze statistieken door INPE worden bijgehouden. Het was een droog jaar en ongeveer de helft hiervan was het gevolg van natuurbranden. In 2014 werd het kleinste oppervlak aan bos vernietigd, maar sindsdien neemt het weer toe en in 2019 was het reeds verdubbeld. In de periode 1988 tot en met 2020 werd zo'n 460.000 km² ontbost, dit is gelijk aan 15x het oppervlak van België of 11x die van Nederland. Vooral in de deelstaat Pará (PA) wordt veel bos gekapt.

### Vervuiling
Veel ondernemingen die zich in het Amazoneregenwoud vestigen, zoals de olie-industrie en plantages, springen nogal onzorgvuldig om met de omgeving. De oliepijpleidingen lekken zo veel dat de zandweggetjes er pikzwart uitzien, de aardolie sijpelt ook door in het drinkwater van de plaatselijke bevolking.
De plantages gebruiken grote hoeveelheden meststoffen en pesticiden. Ook is afval een groot probleem, op sommige plaatsen is er meer dan 4.000 ton van enkel pesticidenverpakkingen.

### Natuurbranden
Een andere factor in de aftakeling van het Amazonewoud zijn de jaarlijks terugkerende natuurbranden, veelal aangestoken om plaats te maken voor grasland.